# Bettrather Straße 89 (Mönchengladbach)

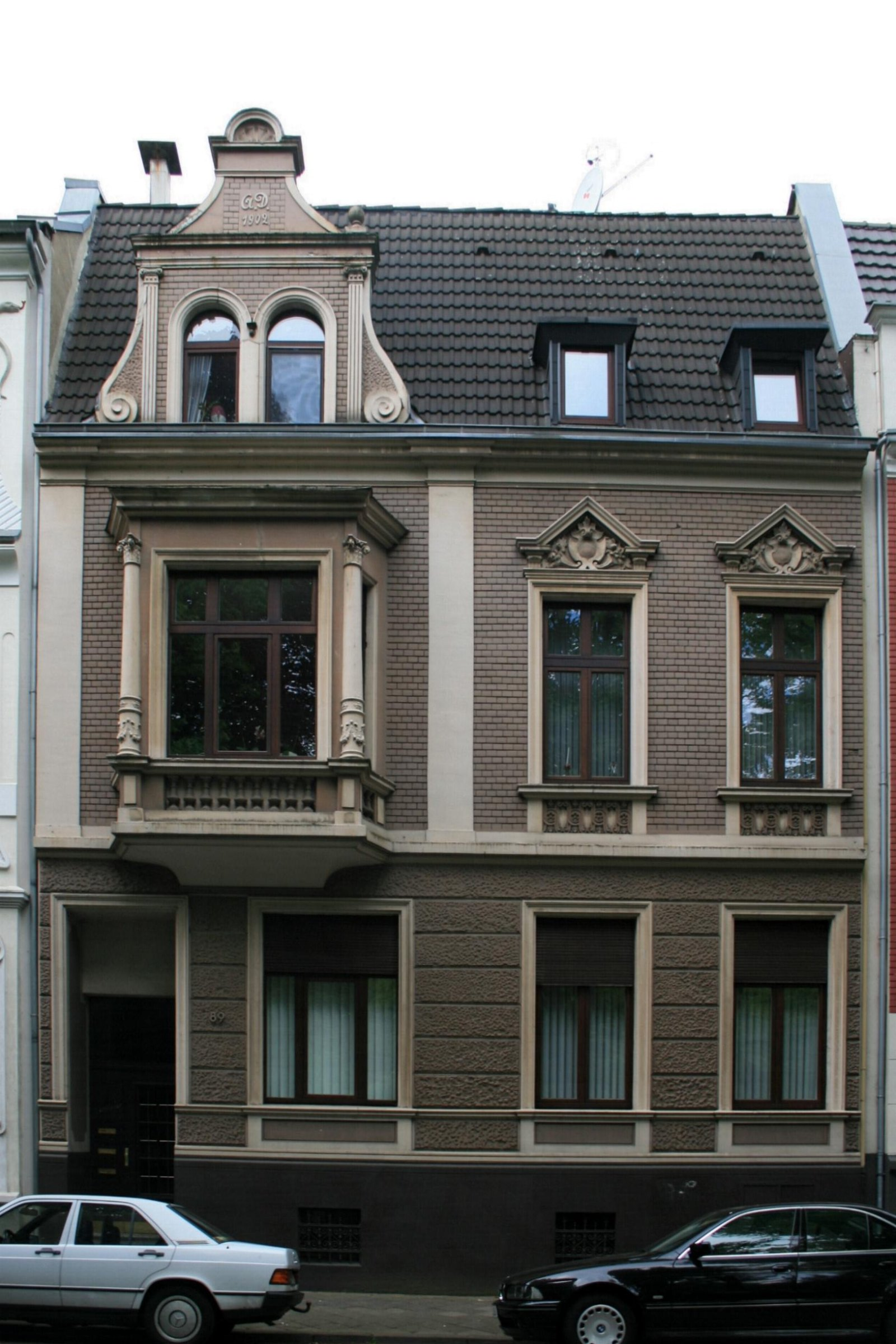
Wohnhaus (2010)

Das Wohnhaus Bettrather Straße 89 befindet sich in Mönchengladbach (Nordrhein-Westfalen).
Das Haus wurde zu Anfang des 20. Jahrhunderts erbaut. Es ist unter Nr. B 013 am 4. Dezember 1984 in die Denkmalliste der Stadt Mönchengladbach eingetragen.

## Architektur
Das Gebäude ist ein zweigeschossiges Mehrfamilienhaus mit ausgebautem Mansarddach aus dem Anfang des 20. Jahrhunderts. Die Fassade ist horizontal gegliedert durch Absetzung des Keller- und Sockelgesimses und vertikal gegliedert durch einen linksseitlich angeordneten Ziergiebel mit darunter befindlichem Erker im ersten Obergeschoss und begleitender Pilasterausbindung. Der Kellergeschosssockel ist glatt verputzt mit eingeschnittenen Öffnungen und originalen Schmiedevergitterung; rechtsseitlich liegt der Kellerwirtschaftseingang, linksseitlich der Hauseingang. Das Dachgeschoss hat zusätzlich in den rechtsseitlichen Fensterachsen zwei kleine Dachgauben.